# Lidianópolis
Lidianópolis is een gemeente in de Braziliaanse deelstaat Paraná. De gemeente telt 4.083 inwoners (schatting 2009).

## Aangrenzende gemeenten
De gemeente grenst aan Borrazópolis, Cruzmaltina, Grandes Rios, Jardim Alegre en Lunardelli.

## Verkeer en vervoer
De plaats ligt aan de weg BR-272/PR-082/PR-170.